# Pierre Fitch
Pierre Viverais, más conocido como Pierre Fitch es un actor porno gay canadiense, anteriormente exclusivo para Falcon Studios.

## Biografía
Fitch nació en Cornwall, Ontario, Canadá el 1 de noviembre de 1981. Aunque su nombre de pila es Pierre, él admitió que se puso Fitch porque amaba la línea de moda Abercrombie & Fitch. Pese a que trabaja bastante en Estados Unidos, él aún reside en Montreal.
Pierre entró en el negocio del porno a los 18 años y, durante algún tiempo, estuvo casado con otro actor porno, Ralph Woods. Aunque han aparecido en varias películas juntos, ambos han tenido carreras separadas. El 7 de septiembre de 2007, Pierre Fitch anunció en su blog que él y Ralph Woods estaban oficialmente separados. En el otoño de 2008, Fitch puso de manifiesto que su matrimonio con Ralph Woods nunca fue oficial o legal, sino que fue una estrategia de marketing.
En 2006 Fitch fue nominado al premio GayVN como mejor actor, junto con Tom Judson (En el papel de “Gus Mattox”), por la mejor escena de sexo (Dúo). Sin embargo no ganó el premio.
Como buen amante de los tatuajes, Pierre tiene tatuados el cuello, los brazos, el torso, la espalda y las piernas.
Pierre Fitch cuenta con una web de acceso privado con un blog que actualiza él mismo casi a diario.
Actualmente trabaja como DJ y presenta sus propias mezclas a numerosos clubes nocturnos en Canadá, los Estados Unidos y algunos países de Latinoamérica.

## Filmografía
| Año  | Título                        | Estudio                 | Notas                    |
| ---- | ----------------------------- | ----------------------- | ------------------------ |
| 2008 | Meet Pierre Fitch Forum       | Fitch Media             | MeetPierreFitch.com      |
| 2008 | One Night With Pierre Fitch   | Fitch Media             | PierreFitchOnline.com    |
| 2008 | Pierre Fitch Galleries        |                         | PierreFitchGalleries.com |
| 2007 | Pierre Fitch Online           | Until today             | PierreFitchOnline.com    |
| 2007 | Back Together                 | Fitch Woods Productions | PornTeam.com             |
| 2006 | Big Dick Club                 | Falcon Studios          | Falcon Pac 166           |
| 2006 | Spokes III                    | Falcon Studios          | Falcon Pac 165           |
| 2005 | Through the Woods             | Falcon Studios          | Falcon Pac 157           |
| 2004 | Born 2 B Bad                  | Falcon Studios          | Falcon Pac 156           |
| 2004 | Longshot                      | Jocks Studios           | Jocks Pac 119            |
| 2003 | Pierre's After School Special | VideoBoys Productions   |                          |